# Lavalleja (tỉnh)
Lavalleja Lavalleja là một tỉnh của Uruguay. Tỉnh này có diện tích
10.016 km², dân số là 60.925 người. Tỉnh lỵ đóng ở Minas.

## Thông tin dân số
Theo điều tra dân số năm 2004, có 60.925 người và 20.737 hộ trong tỉnh này. Số người bình quân mỗi hộ là 2,9. Cứ mỗi 100 nữ giới, có 99,1 nam giới.
- Tỷ lệ tăng dân số: -0,157% (2004)
- Tỷ lệ sinh: 14,57 số người được sinh/1000 người (2004)
- Tỷ lệ tử vong: 10,49 số người chết/1000 người
- Tuổi bình quân: 34,8 (33,5 nam giới, 36,1 nữ giới)
- Tuổi thọ bình quân(2004):

- Tỷ lệ con/bà mẹ: 2,31 con/bà mẹ
- Thu nhập đầu người ở thành thị (các thành phố có 5.000 người hoặc hơn): 4.316.8 peso/tháng

### Các trung tâm đô thị chính
(Các thị xã hoặc các thành phố với 1000 dân đăng ký hoặc hơn - - số liệu từ cuộc điều tra dân số năm 2004, trừ phi nêu khác đi)
| Thành phố/Thị xã      | Dân số |
| --------------------- | ------ |
| José Batlle y Ordoñez | 2.424  |
| José Pedro Varela     | 5.332  |
| Mariscala             | 1.674  |
| Minas                 | 37.925 |
| Solís de Mataojo      | 2.676  |

Bản mẫu:Departments of Uruguay